# Liste der Bürgermeister von Danzig

Wappen von Danzig

Die Liste der Bürgermeister enthält die Bürgermeister der Stadt Danzig (Gdańsk) im heutigen Polen vom 14. Jahrhundert bis zur Gegenwart.

## Strukturen
Danzig bestand im 14. und frühen 15. Jahrhundert aus drei Städten: der Rechtstadt, der Altstadt und der Jungstadt. Diese hatten eigene Stadtverwaltungen mit eigenen Bürgermeistern.
1457 wurden die Städte zusammengelegt.
Jede Stadt hatte vier Bürgermeister, von denen einer als Präsident amtierte.

## Deutschordensstaat 1308–1454

### Rechtstadt
- 1342–1347: Dettloff von der Osten
- 1342–1354: Henrich Burmeister der Ältere
- 1346–1355: Steffen von der Osten
- 1354–1374: Hillebrand Müntzer
- 1356–1360: Johan von Stein
- 1359–1372: Johann Wallrabe der Ältere
- 1361–1362: Casper Bock
- 1362–1390: Gottschalck Naase
- 1368–1387: Paul Jann
- 1372–1385: Johann Wallrabe der Jüngere
- 1379–1386: Johann Wackaw
- 1381–1384: Nicklaus Gottsknecht
- 1384–1392: Herman Rolberg
- 1392–1405: Reinhold Hittfeld
- 1395–1399: Lubbert Haacke
- 1399–1404: Peter Fürstenau
- 1402–1418: Tideman Huxer
- 1405–1411: Conrad Letzkau
- 1407–1410: Peter Vorraht
- 1408–1411: Arnold Hecht
- 1411–1417: Herman Hittfeld
- 1412–1413: Albrecht Dödorff
- 1413–1430: Gert von der Becke
- 1415–1416: Steffen Plötzker
- (vorher 1436): Nicklaus Rogge
- 1419–1433: Johann Beisener
- 1430–1441: Peter Holste
- 1431–1432: Albrecht Huxer
- 1433–1446: Lucas Meckelfeld
- 1433–1443: Heinrich Vorraht
- 1436–1449: Meinert Cölmer
- 1442–1456: Martin Cremon
- 1445–1454: Albrecht Huxer
- 1447–1480: Reinhold Niederhoff
- 1452–1462: Herman Stargardt

### Altstadt
- 1377   Walter Olsleger
- 1377–1380 Claus Lange
- 1399–1404 Matthias Stubbe
- 1399–1405 Matthias Lange
- 1405 Peter Schifhower
- 1406–1407 Matthias Stubbe
- 1418–1420 Johann Bloding
- 1419–1437 Peter Becker
- 1420–1436 Jordan Lovenstein
- 1430–1433 Nicolaus Wilde
- 1430–1434 Klaus Witte
- 1437–1438 Hans Gödeke (Jodeke)
- 1438–1454 Nicolaus Friedland
- 1439–1448 Nicolaus Fischer
- 1442–1454 Baltazar Gute
- 1451–1454 Nicolaus Zankenczin
- 1454 Martin Kandeler

### Jungstadt
- 1400–1407 Siegfrid Koch
- 1405–1407 Johann Zedeler
- 1406? Herman Schröder
- 1408? Herman Schröder
- 1408 Johann Lepil
- 1409 Siegfrid Koch
- 1409 Fridrich Böttcher (= Fridrich Wittenburg)
- 1410 Johann Lepil
- 1410 Johann Monch
- 1411 Siegfrid Koch
- 1411–1414 Johann Zedeler
- 1412 Hans Wittenburg
- 1413–1414 Fridrich Wittenburg
- 1415 Arnold Metzner
- 1415 Peter Clettendorf
- 1416–1417 Klaus Kiel
- 1416 Michael Kosker
- 1417–1418 Peter Clettendorf
- 1418–1419 Michael Kosker
- 1419–1420 Klaus Kiel
- 1420–1422 Peter Clettendorf
- 1421–1434 Walter Schönau
- 1434 Paul Bener
- 1435 Peter Stoltzefuß
- 1435–1437 Heinrich Ewerd
- 1436 Walter Schönau
- 1437–1439 Paul Bener
- 1438–1440 Walter Schönau
- 1440–1441 Peter Stoltzefuß
- 1441–1442 Paul Bener
- 1442–1443 Augustin Glibitz
- 1443–1444 Walter Schönau
- 1444–1445 Paul Bener
- 1445–1446 Augustin Glibitz
- 1446–1447 Walter Schönau
- 1447–1448 Paul Bener
- 1448–1449 Augustin Glibitz
- 1449–1452 Hans Wagemann
- 1450 Walter Schönau
- 1451–1454 Augustin Glibitz
- 1453–1454 Nicolaus Stoltzefuss = Nicolaus Heyland

## Königreich Polen 1454–1791

### Königliches Preußen (Königreich Polen) 1454–1569
- 1454–1461: Wilhelm Jordan
- 1457–1461: Jacob Falcke
- 1461–1475: Johann von Scheren
- 1462–1478: Johann von Walde
- 1462–1478: Johann Veere
- 1470–1483: Philipp Bischoff
- 1477–1483: Johann Angermünde
- 1479–1501: Johann Ferber
- 1483–1485: Marten Bock
- 1484–1502: George Buck
- 1484–1490: Johann Schewecke
- 1489–1505: Henrich Falcke
- 1492–1501: Henrich von Süchten
- 1502–1513: George Mand
- 1503–1512: Johann Schewecke der Jüngere
- 1504–1513: Matthias Zimmerman
- 1506–1507: Antoni Backelman
- 1510–1526: Eberhard Ferber
- 1513–1525: Greger Brand
- 1514–1524: Henrich Wiese
- 1517–1535: Philipp Bischoff
- 1524–1529: Matthias Lange
- 1525–1538: Cordt von Süchten
- 1526–1535: Edward Niederhoff
- 1526–1554: Johann von Werden
- 1531–1547: George Schewecke
- 1536–1539: Peter Behme
- 1538–1549: Barthell Brand
- 1540–1560: Tiedemann Giese der Jüngere
- 1548–1577: Johann Brandes
- 1550–1554: Johann Stutte
- 1555–1588: Constantin Ferber
- 1557–1578: Johann Proite
- 1558–1576: Georg Kleefeld

### Königliches Preußen (Polen-Litauen) 1570–1792
- 1577–1585: Reinhold Möllner
- 1578–1592: Georg Rosenberg
- 1581–1619: Johann von der Linde
- 1586–1602: Daniel Zierenberg
- 1589–1605: Constantin Giese
- 1592–1612: Gerhard Brandes
- 1603–1611: Johann Thorbecke
- 1605–1614: Barthell Schachtmann
- 1612–1616: Andreas Borkmann
- 1612–1625: Johann Speymann
- 1615–1617: Barthell Brandt
- 1617–1629: Arnold von Holten
- 1618–1636: Eggert von Kempen
- 1619–1635: Valentin von Bodeck
- 1626–1620: Ernst Kroll
- 1630–1642: Johann Zierenberg
- 1630–1631: Adrian von der Linde
- 1632–1654: Constantin Ferber
- 1636–1644: Hanss Rogge
- 1637–1639: Johans Ernst Schröder
- 1640–1649: Nicklas Pahl
- 1643–1644: Elert von Bobart
- 1645–1646: Daniel Falcke
- 1645–1682: Adrian von der Linde
- 1647–1654: Henrich Freder
- 1650–1665: Friederich Ehler
- 1655–1663: Nathanaël Schmieden
- 1655–1673: George von Bömelen
- 1664–1675: Nicklas von Bodeck
- 1666–1685: Gabriel Krumhausen
- 1677–1701: Christian Schröder
- 1677–1686: Daniel Proite
- 1683–1700: Gabriel Schuhman
- 1686–1704: Constantin Ferber
- 1692–1707: Johann Ernst Schmieden[1]
- 1702–1707: Reinhold Wieder
- 1704–1722: Andreas Borkman
- 1707–1716: Friedrich Gottlieb Engelcke
- 1708–1712: Joachim Hoyge
- 1708–1740: Gabriel von Bömeln
- 1712–1721: Ernst von der Linde
- 1716–1710: Carl Ernst Bauer
- 1720–1745: Johann Gottfried von Diesseldorf
- 1722–1720: Salomon Gabriel Schumann
- 1723–1734: Gottfried Bentzmann
- 1730–1739: Carl Groddeck
- 1735–1757: Johann Wahl
- 1740–1753: Carl Gottlieb Ehler
- 1741–1746: Joachim Jacob Schwacher

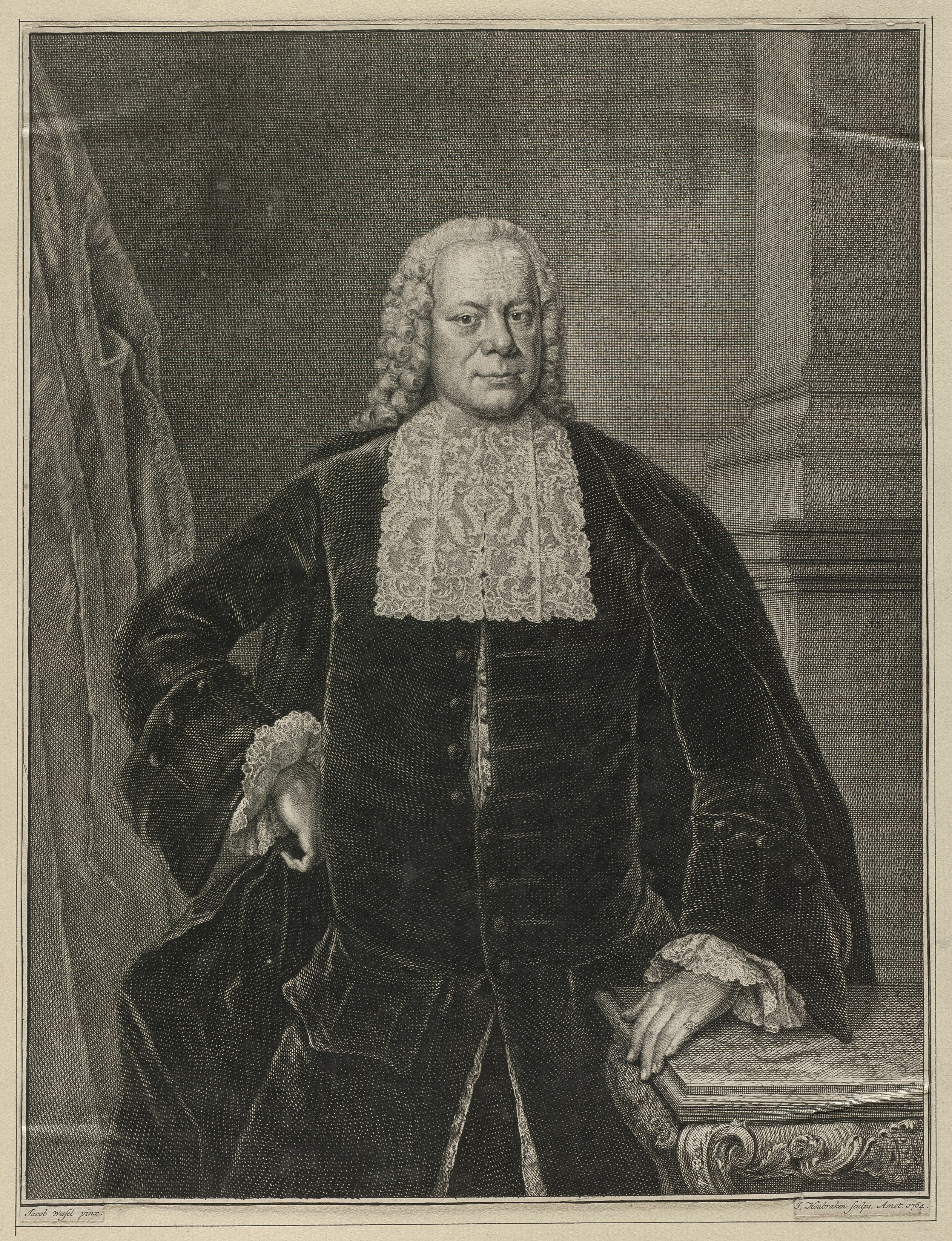
Christian Gabriel von Schröder (Kupferstich, 1764)

- 1746–1748: Johann Carl Schwartzwald
- 1746–1755: Nathanael Gottfried Ferber
- 1750–1753: Fridrich Krüger
- 1754–1753: Christian Gabriel von Schröder (1692–1762)
- 1754–1753: Michael Schmidt
- 1756–1753: Johann Kenner
- ?756–1753: Johann Ernst von der Linde
- 1762–1776: Gottlieb G. Weickhmann
- 1763–1767: Daniel Gralath
- 1777–1753: Gottfried Schwartz
- 1780–1793: Johann Gottfried Reyger
- 1787–1753: Johann Bentzmann
- 1790–1753: Zernecke
- 1793–1753: Eduard Friedrich von Conradi

## Königreich Preußen 1793–1806
- 1794–1753: von Lindenow

## Freistaat Danzig 1807–1814
- 1807–1808: Carl Friedrich von Gralath
- 1808–1810: Gottlieb Hufeland
- 1810–1814: Johann Willhelm Wernsdorff

## Königreich Preußen 1814–1919
- 1814–1849: Joachim Heinrich von Weickhmann
- 1847–1862: Samuel Friedrich Schumann
- 1850–1862: Carl August Groddeck
- 1863–1891: Leopold von Winter
- 1891–1896: Karl Adolf Baumbach
- 1896–1902: Clemens Delbrück
- 1903–1910: Heinrich Otto Ehlers
- 1910–1918: Heinrich Scholtz († 8. Oktober 1918)

## Freie Stadt Danzig 1920–1939
- 1920–1931: Heinrich Sahm (ab 1920 Präsident des Senats)
- 1931–1933: Ernst Ziehm (Präsident des Senats)
- 1933–1934: Hermann Rauschning (Präsident des Senats)
- 1934–1939: Arthur Greiser (Präsident des Senats)

## Deutsches Reich 1939–1945
- 1939–1945: Georg Lippke

## Polen (als Gdańsk) ab 1945

### Volksrepublik Polen 1945–1990
- 1945–1946: Franciszek Kotus-Jankowski
- 1946–1949: Bronisław Nowicki
- 1949–1953: Piotr Stolarek
- 1953–1954: Stanisław Schmidt
- 1954–1958: Julian Cybulski
- 1958–1963: Stanisław Schmidt
- 1963–1969: Tadeusz Bejm
- 1969–1973: Jan Nikołajew
- 1973–1977: Andrzej Kaznowski
- 1977–1981: Jerzy Młynarczyk
- 1981–1989: Kazimierz Rynkowski
- 1989–1990: Jerzy Pasiński

### Republik Polen seit 1990
- 1990–1991: Jacek Starościak
- 1991–1994: Franciszek Jamroż
- 1994–1998: Tomasz Posadzki
- 1998–2019: Paweł Adamowicz
- 2019–: Aleksandra Dulkiewicz